# 西光寺 (池田市)
西光寺（さいこうじ）は、大阪府池田市新町にある浄土宗の寺院である。山号は不断山。院号は瑞雲院。本尊は阿弥陀如来。
かつて一つの草庵があり、称名念仏する者があとを断たなかった。そのため不断堂と呼んだが、天文一五（一五四六）年、満誉祐円により精舎を造営して開創されたのが、西光寺である。知恩院の雄誉霊巌から、河辺等三郡の触頭に任命され、六箇寺の末寺があった。